# Pohybová neostrost

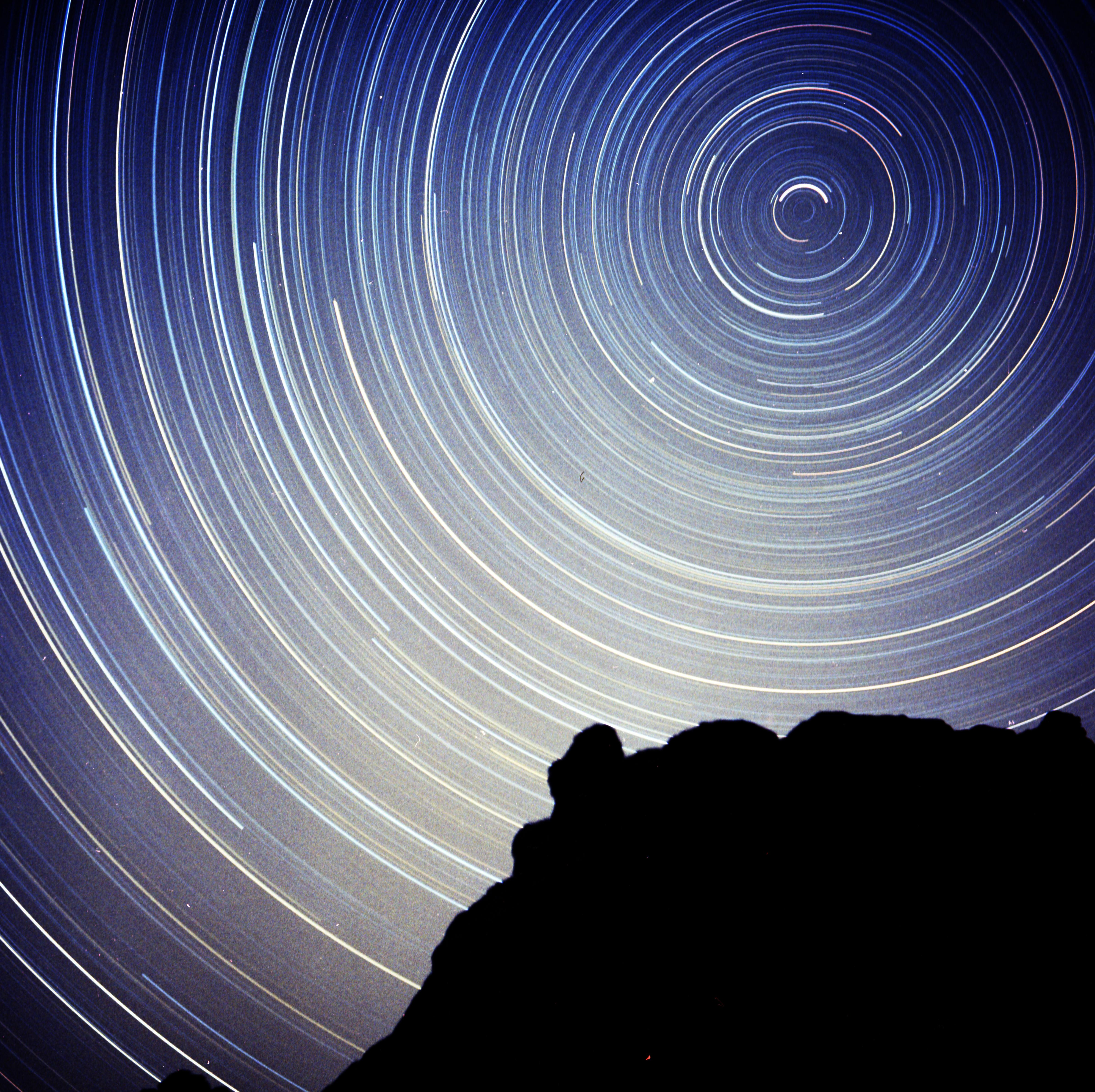
Astrofotografie Polárky s cirkumpolárními hvězdami pořízená velmi dlouhým časem několika hodin. Hvězdy poblíž nebeského pólu zanechávají kratší stopu.

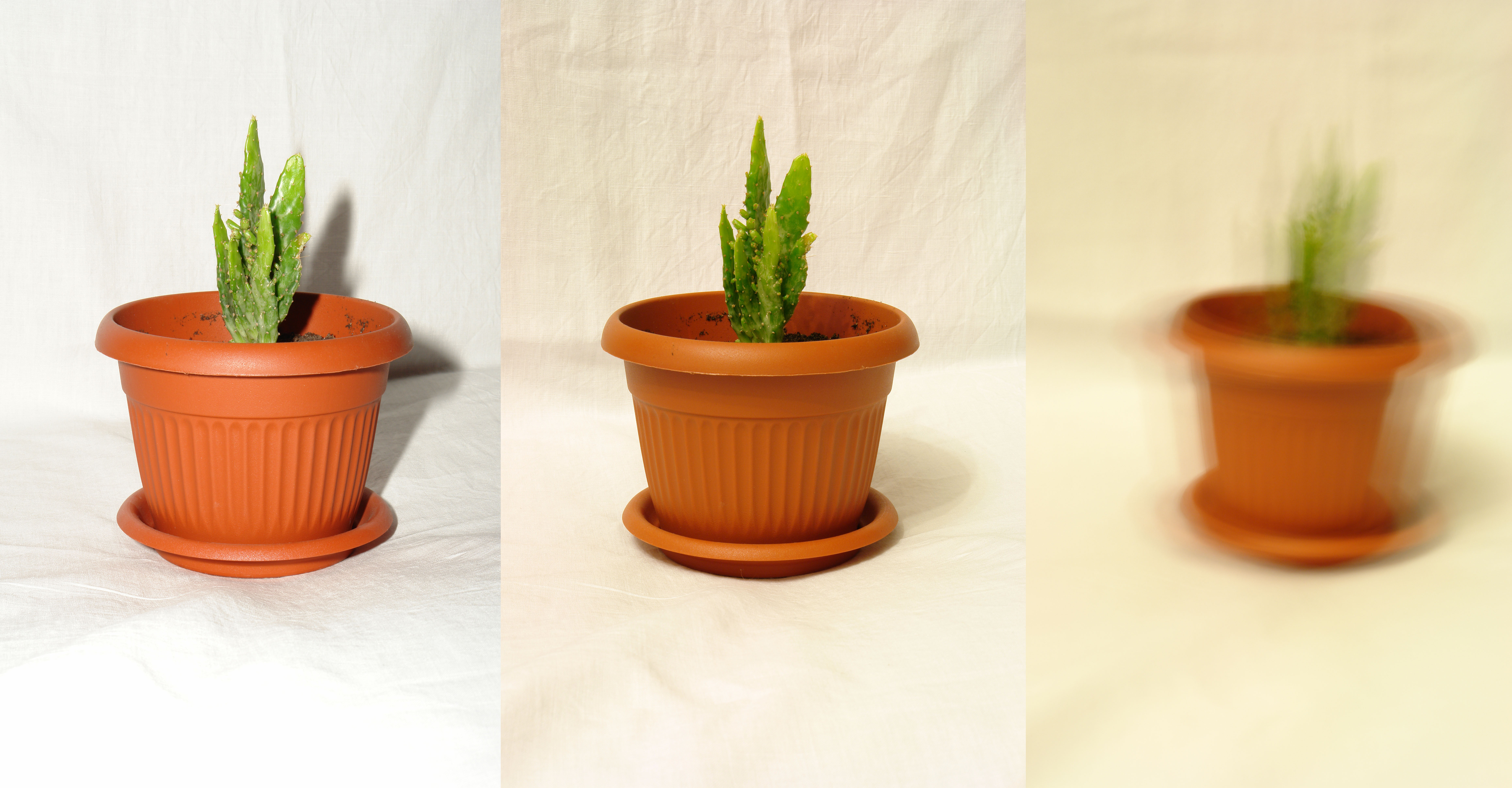
Příklad fotografování s bleskem (1/60s), ze stativu (8s) a z ruky (8s)

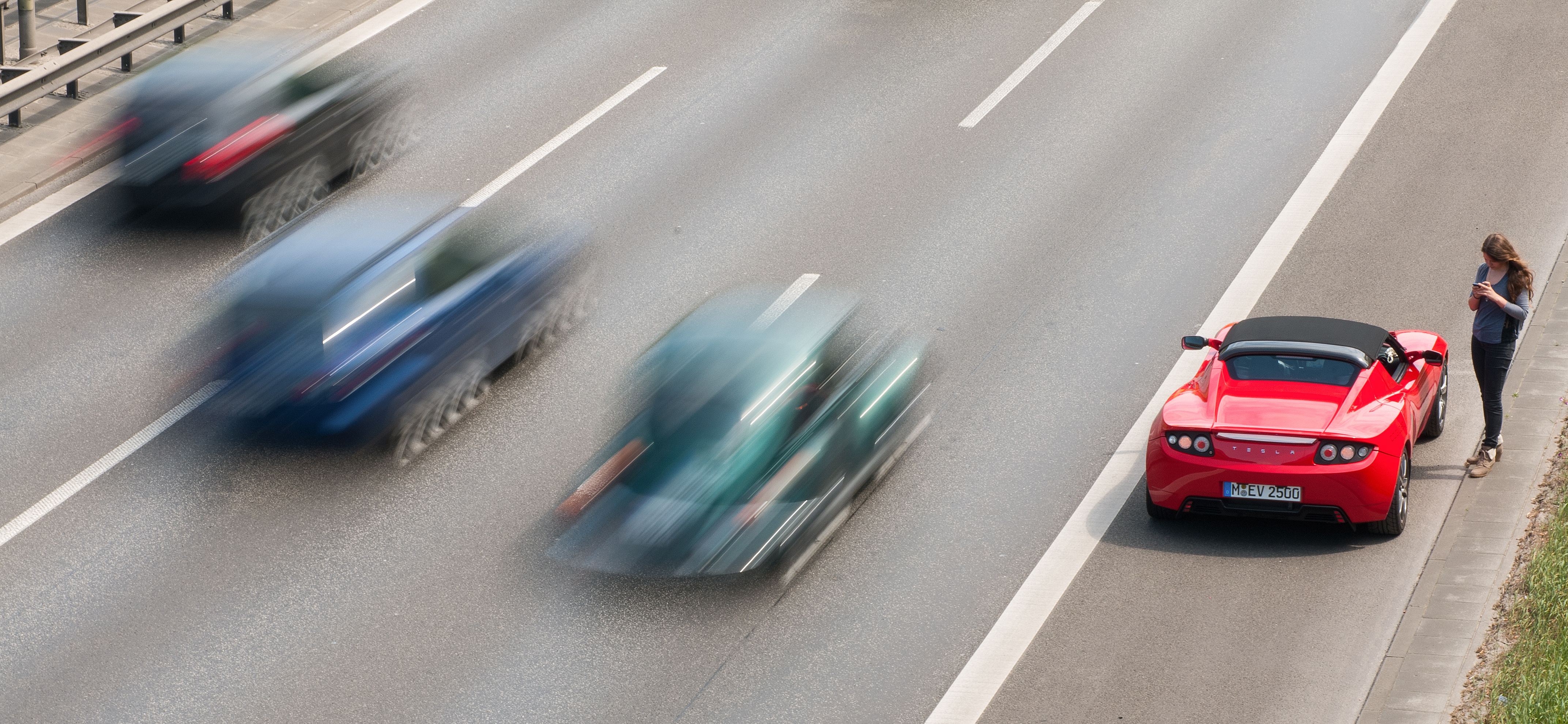
Doba expozice 1/10 sekundy způsobí rozmazání jedoucích aut, přičemž stojící zůstane ostré

Pohybová neostrost (roztřesení, rozmazání) je zachycení pohybujících se objektů ve fotografii, nebo na sekvenci snímků, například ve filmu nebo animaci. Neostrý záběr vznikne tak, že během záznamu jednoho snímku nebo nahrávání obrazu dojde k pohybovým změnám, buď v důsledku rychlého pohybu předmětu nebo fotoaparátu během dostatečně dlouhé expozice. Může se jednat o nežádaný defekt, nebo o autorův záměr.
Termíny „pohybová neostrost“ a „roztřesení“ se významově liší. „Pohybová neostrost“ se používá v případě pohybu objektů v záběru, zatímco výraz „roztřesení“ označuje chvění fotoaparátu během snímání. Kromě pohybové neostrosti existuje neostrost optická. Ta vzniká mechanickým rozostřením objektivu fotoaparátu, nebo použitím minimálního clonového čísla a malé hloubky ostrosti. Neostrosti se dosáhne také použitím speciálních změkčujících objektivů, předsádek, nebo poloprůhledných předmětů (fólie, plast, vazelína, sádlo) před objektivem. Zvláštním pohybovým efektem je změna ohniskové vzdálenosti („zoomování“) během expozice.

## Historie

### Vliv techniky na neostrost

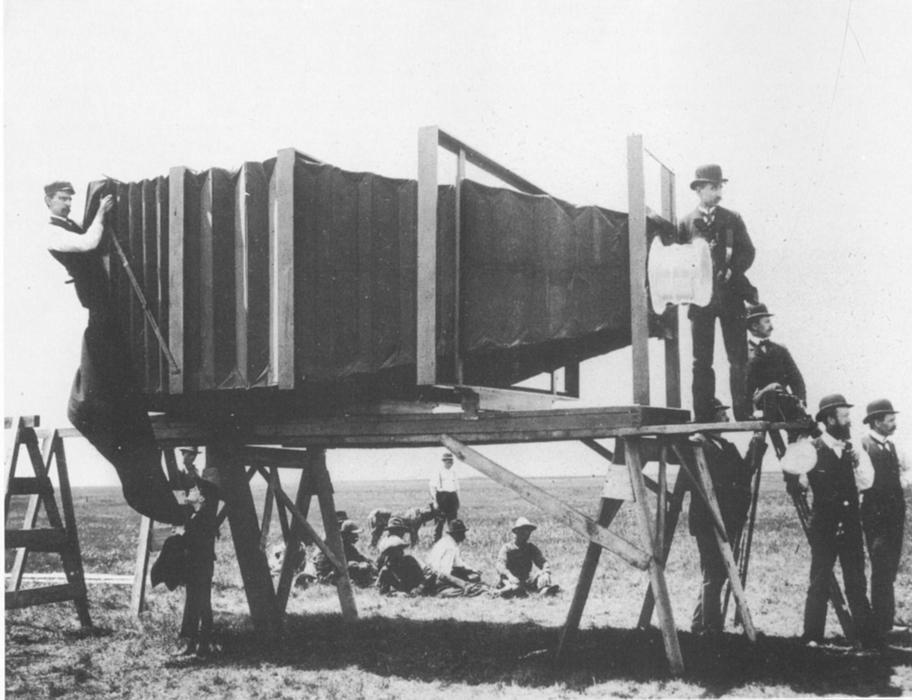
Obří fotoaparát Mamut, který postavil Lawrence v roce 1900 pro Altonské železnice, vážil 625 kilogramů

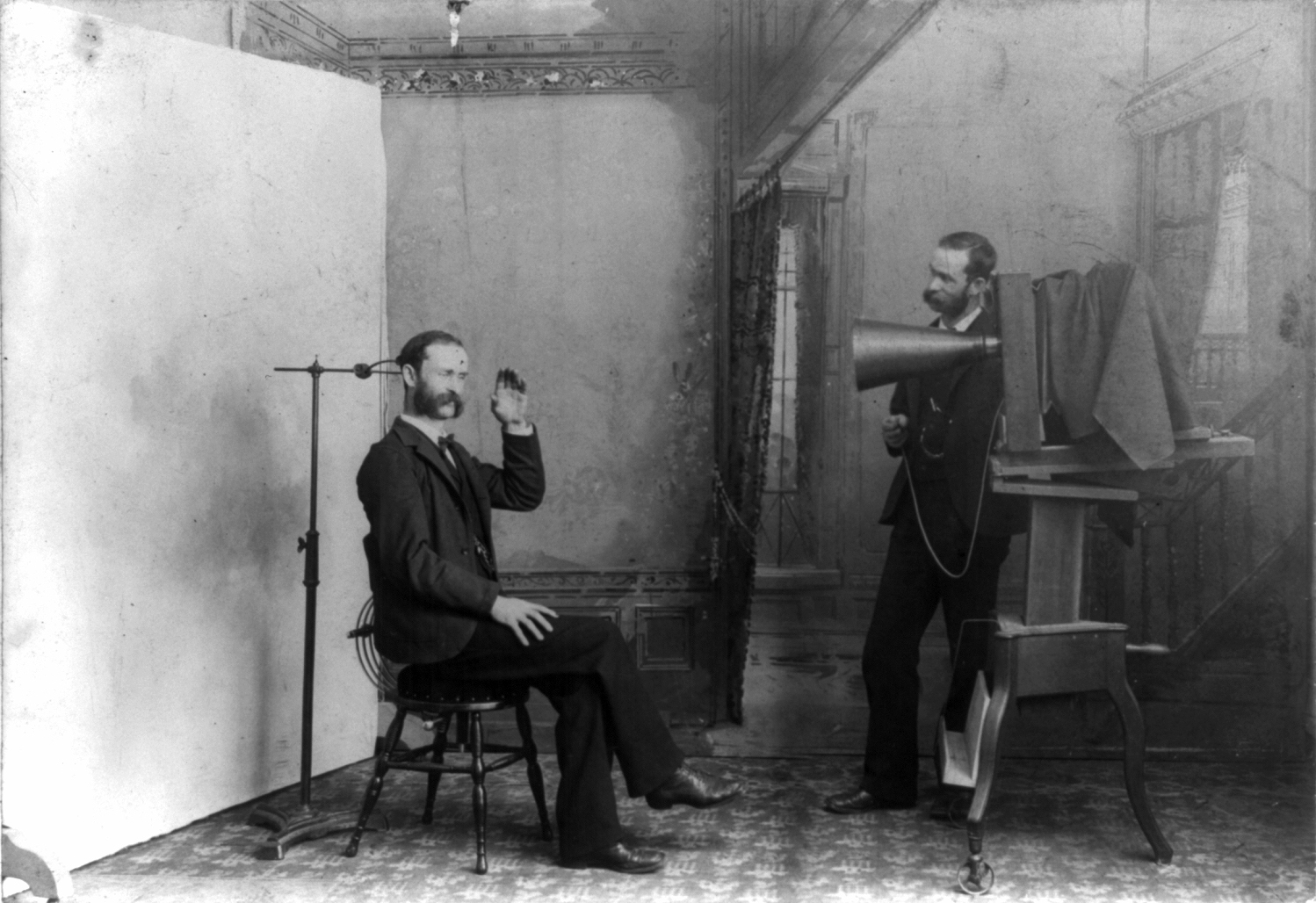
Fotograf v ateliéru při portrétování, 1893, vlevo je vidět opěrka hlavy

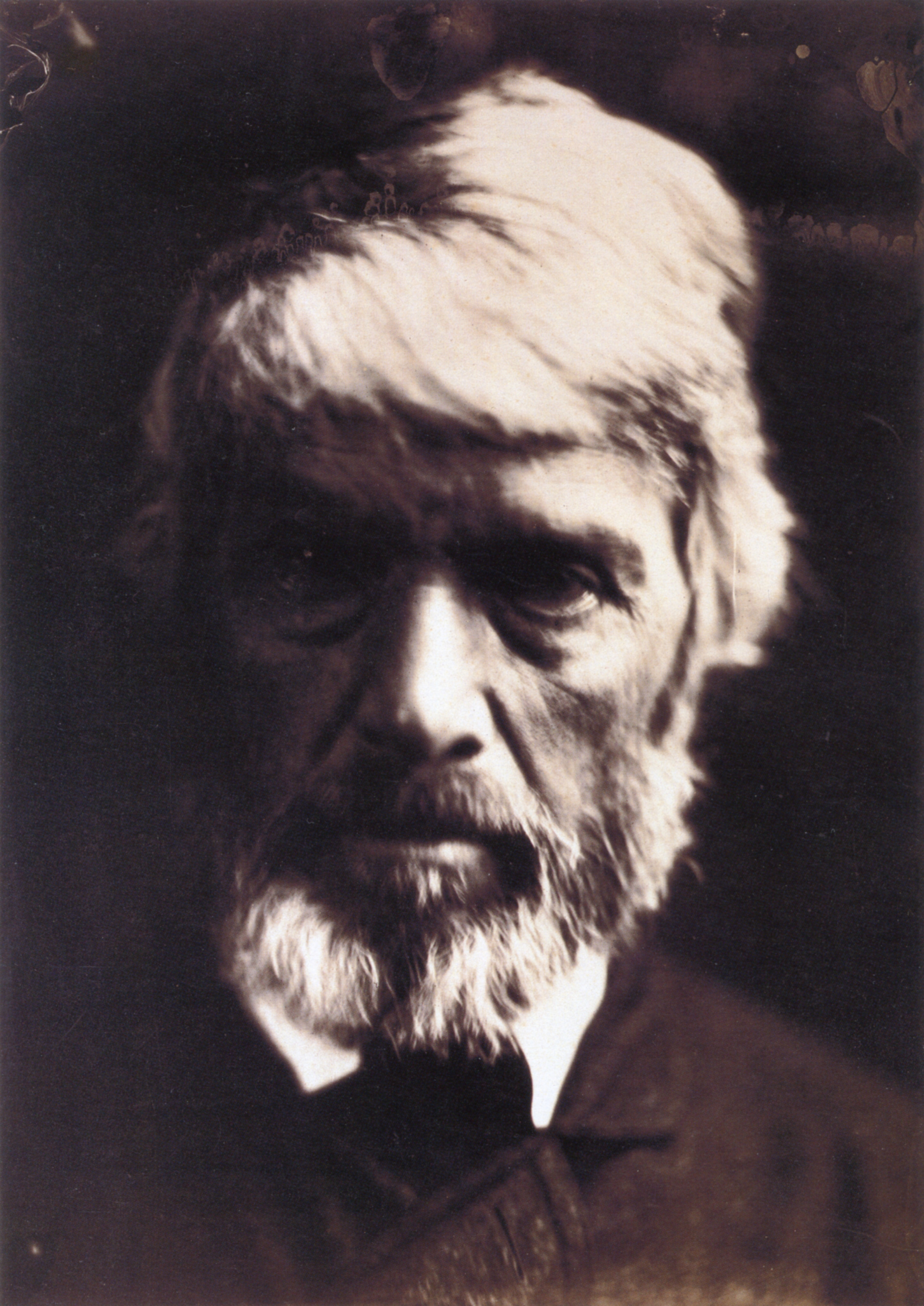
Julia Margaret Cameronová: Thomas Carlyle jako Michelangelova socha, 1867

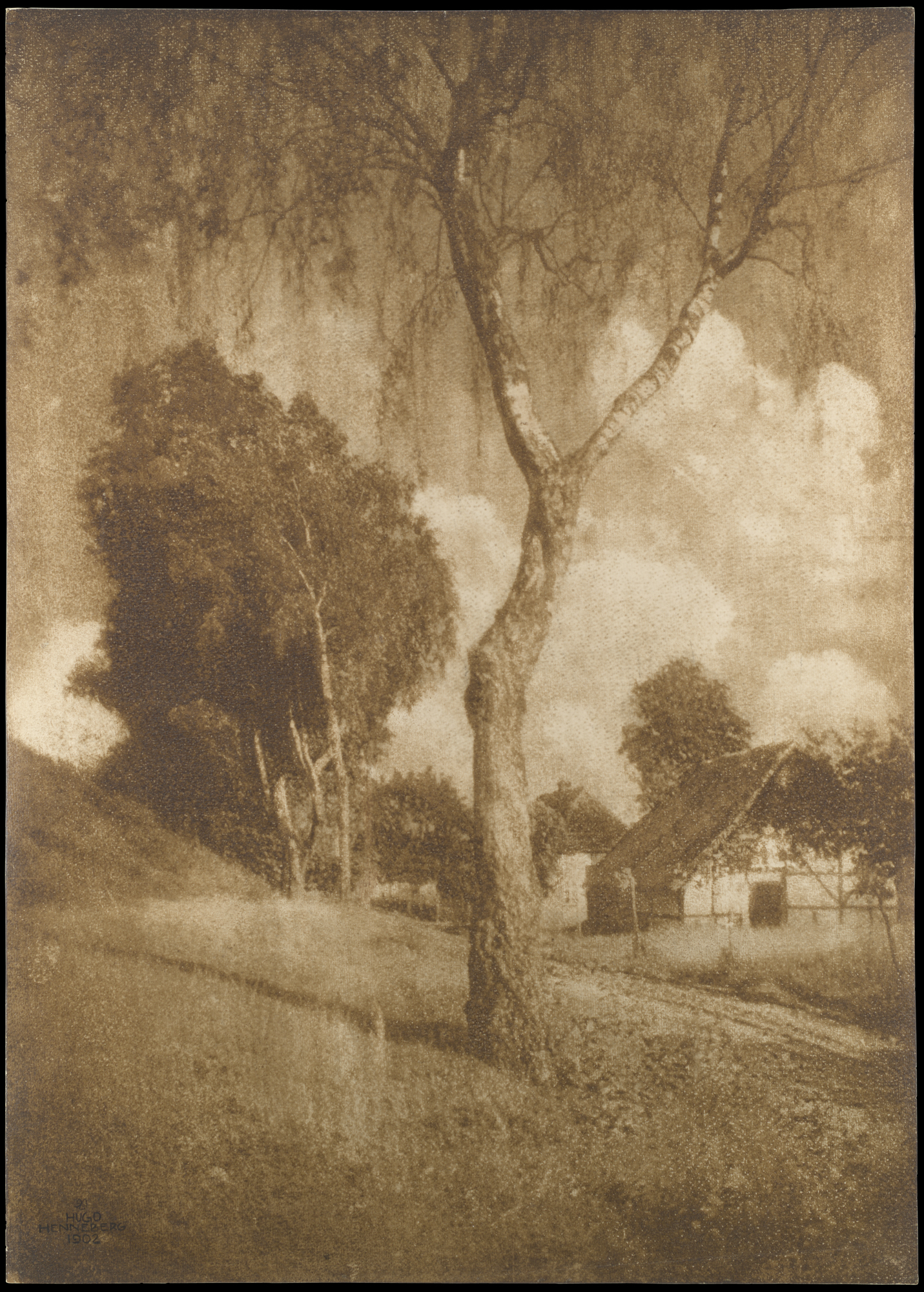
Hugo Henneberg (1863–1918): piktorialistický snímek Motiv z Pomořanska, 1895-96, vytištěno 1902

V počáteční fázi vývoje fotografie byly fotoaparáty velké a těžké, fotografování se provádělo obvykle se stativem. Stativ vyloučil pohyb aparátu i s velmi málo citlivými fotografickými materiály, srovnal chvění fotoaparátu během chodu závěrky nebo dotek fotografa. Nicméně, nízká citlivost emulze vyžadovala dlouhou expoziční dobu a fotografování bylo citlivé i na pohyb objektů (z této doby pochází tradiční slova fotografa: Nehýbat se! Vyletí ptáček!).
V dějinách portrétní fotografie byla neostrost zpočátku nežádoucím účinkem, v 19. století portrétovaní lidé museli vydržet bez hnutí i několik sekund. Styl těchto raných děl odpovídal tehdejším technickým požadavkům: 30sekundová expozice a estetické prvky vycházející z tehdejšího malířství. Pro dlouhé sekundy trvající nehybné setrvání před kamerou při výrobě daguerrotypií a kalotypií byly nutné různé podpěrky pro hlavu a tělo. Například Saronnysův univerzální držák hlavy nebo Bradyho stojan. Lidé při tom většinou seděli před holým pozadím a byli osvíceni měkkým světlem z okna, které mohlo být směrováno pomocí zrcadel.
S rostoucí citlivostí fotografických materiálů požadavky na nehybnost objektu klesaly. Vývoj techniky vedl sice ke stále se zmenšující velikosti a hmotnosti fotoaparátů, což však mělo za následek vyšší náchylnost na chvění fotoaparátu během dotyku spouště (výjimku tvoří použití drátěné spouště). Nejlepších výsledků bylo dosaženo při fotografování s fotoaparáty s centrální závěrkou - ty měly nižší hmotnost pohyblivých částí a symetrický posun vzhledem k ose objektivu.
S příchodem zrcadlovek (středního formátu) se objevil další zdroj chvění fotoaparátu - roztřesení fotoaparátu při sklopení zrcátka, které mělo velkou hmotnost. Například první fotokamery „Saljut“ měly nevyvážený pohyb závěrky a zrcadla, což značně komplikovalo fotografování. S dalším snižováním velikosti zrcátka v zrcadlovkách menšího formátů a použití různých metod potlačování negativního vlivu zrcátka bylo znatelné pouze při použití teleobjektivů.
S klesající velikostí fotoaparátů bylo hlavní příčinou neostrosti především snímání „z ruky“ v důsledku jejich přirozeného třesu v důsledku stisknutí tlačítka spouště a vrácení po uvolnění. S redukcí váhy aparátů se tento faktor jen zhoršoval.
Dalším faktorem zvýšení rozhýbání byl odklon výrobců od používání „kontaktního hledáčku“ (zrcadlovkový, paralaktický, optický) ve prospěch LCD obrazovek digitálních fotoaparátů. Hledáčky totiž poskytují další bod opory přístroje s fotografem.
Mnoho moderních digitálních fotoaparátů je opatřeno varováním fotografa ve chvíli, kdy hrozí neostrost kvůli dlouhému času závěrky pro snímání z ruky zvláštním piktogramem (obrázkem ruky, značkou třesoucí se kamery, atd.) a/nebo zobrazením údajů expozimetru červenou barvou.

### Neostrost ve výtvarné fotografii
| „                 | Vnímám neostré zobrazování jako krok stranou od reality, jako krok, který divákovi ponechává prostor pro fantazii... | “ |
| — Jan Branč, 2004 | |   |

Ostrost nebo neostrost je jedním z prvků vyjádření fotografa - umělce.
Průkopníkem záměrné neostrosti byla britská fotografka Julia Margaret Cameronová, která rozhýbání snímku v okamžiku expozice dosahovala nejrůznějšími způsoby, včetně kopání do stativu.
Pro snímky piktorialistů ze 40-50. let 19. století bylo příznačné užívání prostředků změkčujících fotografický obraz s cílem vystihnout atmosféru motivu. Snižovali ostrost svých fotografií použitím nekorigované optiky nebo speciálních objektivů nebo předsádek vytvářejících neostrou kresbu, případně neostrosti dosahovali nanesením vazelíny na objektiv, záměrně nepřesným zaostřením nebo pohybem fotografického přístroje během expozice. Užívalo se měkce kreslících objektivů a speciálních předsádek, uplatňovalo se protisvětlo, světelné kontrasty, záměrná neostrost, neobvyklá světelná atmosféra a šerosvit. Snímky působily mlhavým, rozplývavým „impresionistickým“ dojmem. Jejich cílem bylo zobrazit nejen prostou realitu, ale také světlo, náladu, atmosféru, a dosáhnout kvality uměleckého díla, což bylo v rozporu s dosavadním pojetím fotografie s ostrou kresbou a přirozenou tonalitou.
Od 30. do 70. let dvacátého století s oblibou využívala různé druhy neostrosti takzvaná „Newyorská škola fotografie“. Nebyla to instituce v pravém slova smyslu, ale šestnáct autorů (narozených od 1898–1934) žijících a tvořících v New York City. Jednalo se o fotografy, jejichž jména jsou dnes již legendami: Diane Arbusová, Alexey Brodovitch, Ted Croner, Robert Frank, Don Donaghy, Louis Faurer, Richard Avedon, Bruce Davidson, Sid Grossmann, William Klein, Saul Liter, Leon Levinstein, Helen Levitt, Lisette Model, David Vestal a Weegee.
Konstruktivisté využívali pohybovou neostrost pro vyjádření rychlosti.

### České země
Pohybovou neostrost v kombinaci s vícenásobnou expozicí využívá jako tvůrčí postupy ve své fotografické tvorbě Jan Pohribný (* 1961). Spojuje nejen principy pohybu, výrazných barevných stop či monochromatických řešení, ale využívá také světelné malby, která „zviditelňuje“ energie zvolených přírodních lokalit či posvátných kamenů vztyčených lidskou rukou.
- Jiří Turek

## Pojem ostrosti

Ostrost: Znázornění kružnice splývání s úhlovým poloměrem 1 minuta; body uprostřed ní vidíme jako jeden

Ostrost je schopnost lidského oka odlišit dva body v prostoru nebo na snímku a vychází z definice ostrého a neostrého obrazu. Lidské oko má omezenou rozlišovací schopnost, rozpozná dva body, jenom pokud jejich úhlová vzdálenost je vyšší než zhruba 1 úhlová minuta. Pokud jsou dva body blíže, začnou zdánlivě splývat. Nakreslíme-li okolo libovolného bodu kružnici s úhlovým poloměrem 1 minuta, pak všechny body ležící uvnitř této kružnice budou splývat s původním bodem a všechny body vně této kružnice budou vidět jako samostatné body.

## Jak se vyhnout chvění fotoaparátu
Ze zkušeností fotografů používající formát filmu 35 mm je známo, že aby se zabránilo rozmazání obrazu při fotografování z ruky musí být jmenovatel rychlosti závěrky v sekundách odpovídat nejméně ohniskové vzdálenosti objektivu v milimetrech. Například při fotografování „z ruky“ objektivem 50 mm by měl být čas závěrky kratší než 1/50 sekundy. Objektiv typu rybí oko s ohniskovou vzdáleností 8 mm umožňuje fotografovat bez obav ostré snímky s časem 1/10 sekundy.

### Metody minimalizace pohybové neostrosti

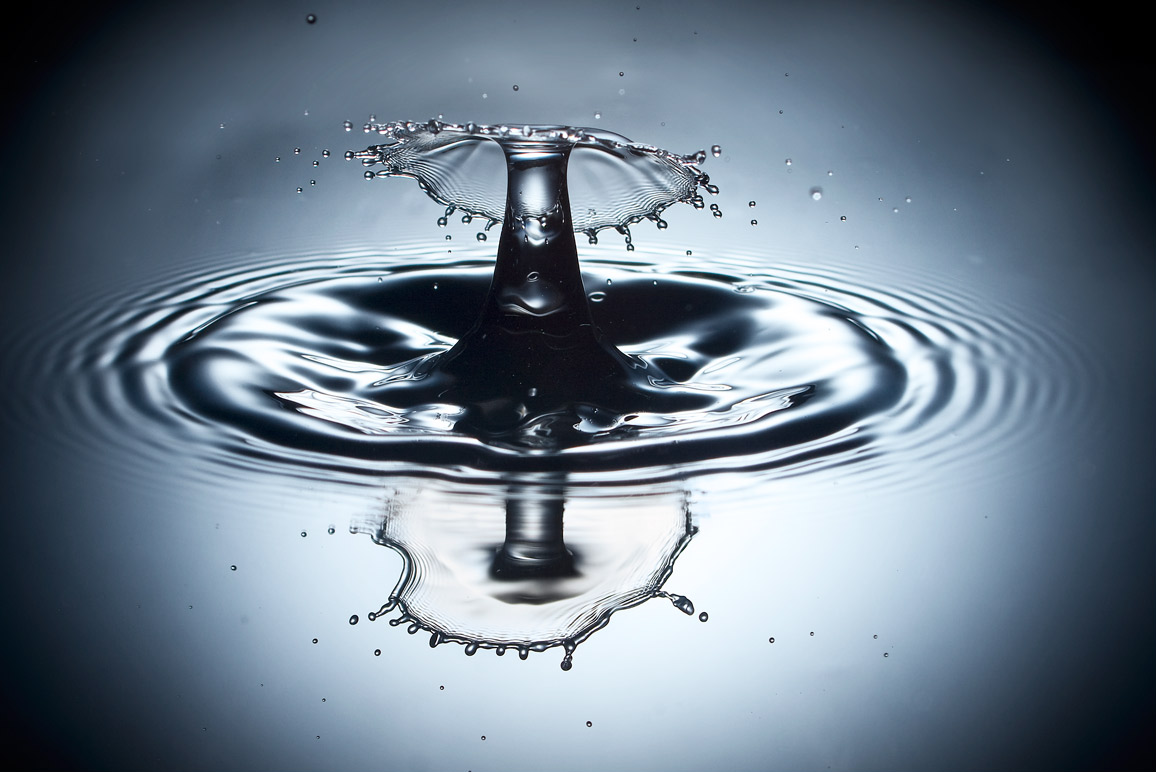
Vysokorychlostní fotografie dopadající kapky na hladinu

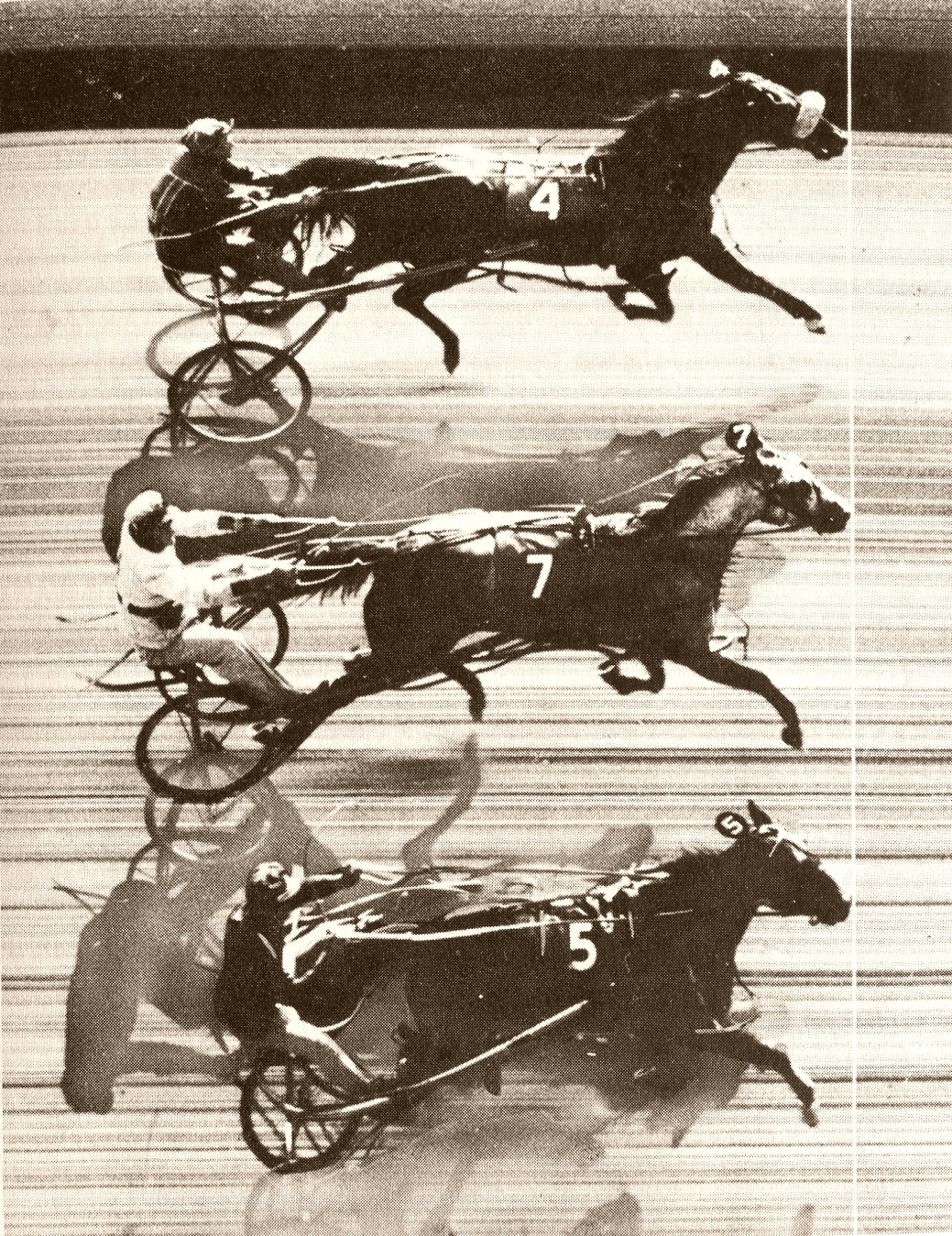
Cílová fotografie dokumentuje pořadí sportovců na cílové čáře. Moderní fotoaparáty zaznamenají několik tisíc snímků čáry za minutu. (Koňské závody, 1953.)

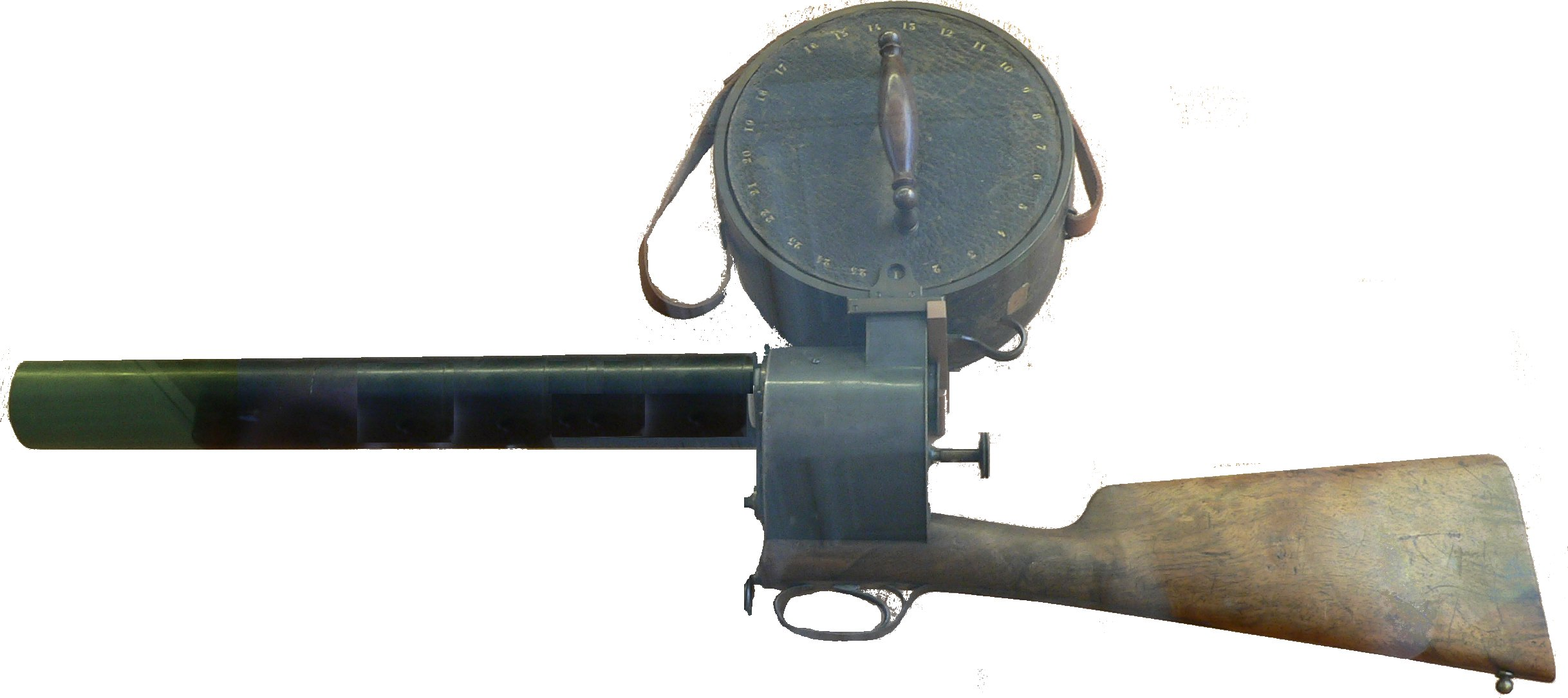
Mareyova fotografická puška z roku 1882

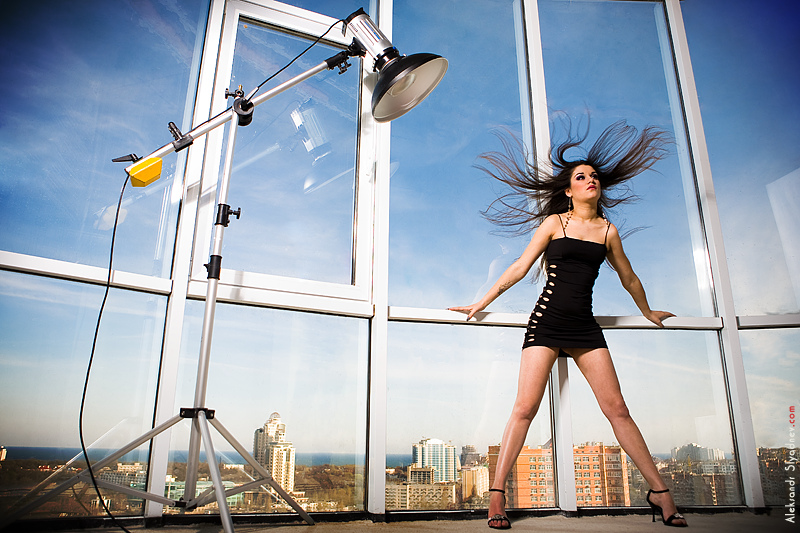
Studiové osvětlení je výkonné osvětlení využívané ve fotografickém ateliéru nebo exteriéru s velmi krátkými zábleskovými časy

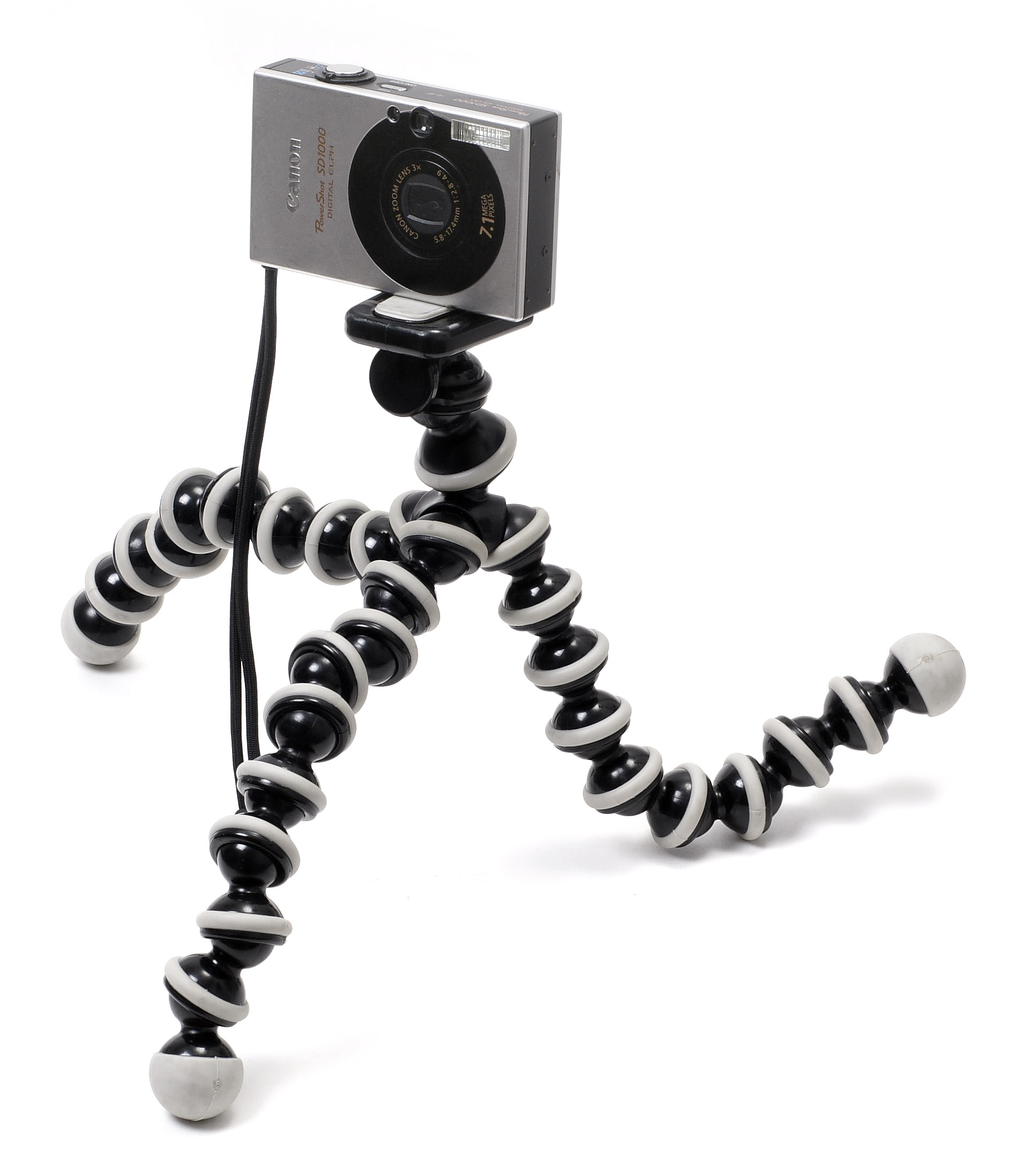
Stativ typu husí krk Gorillapod

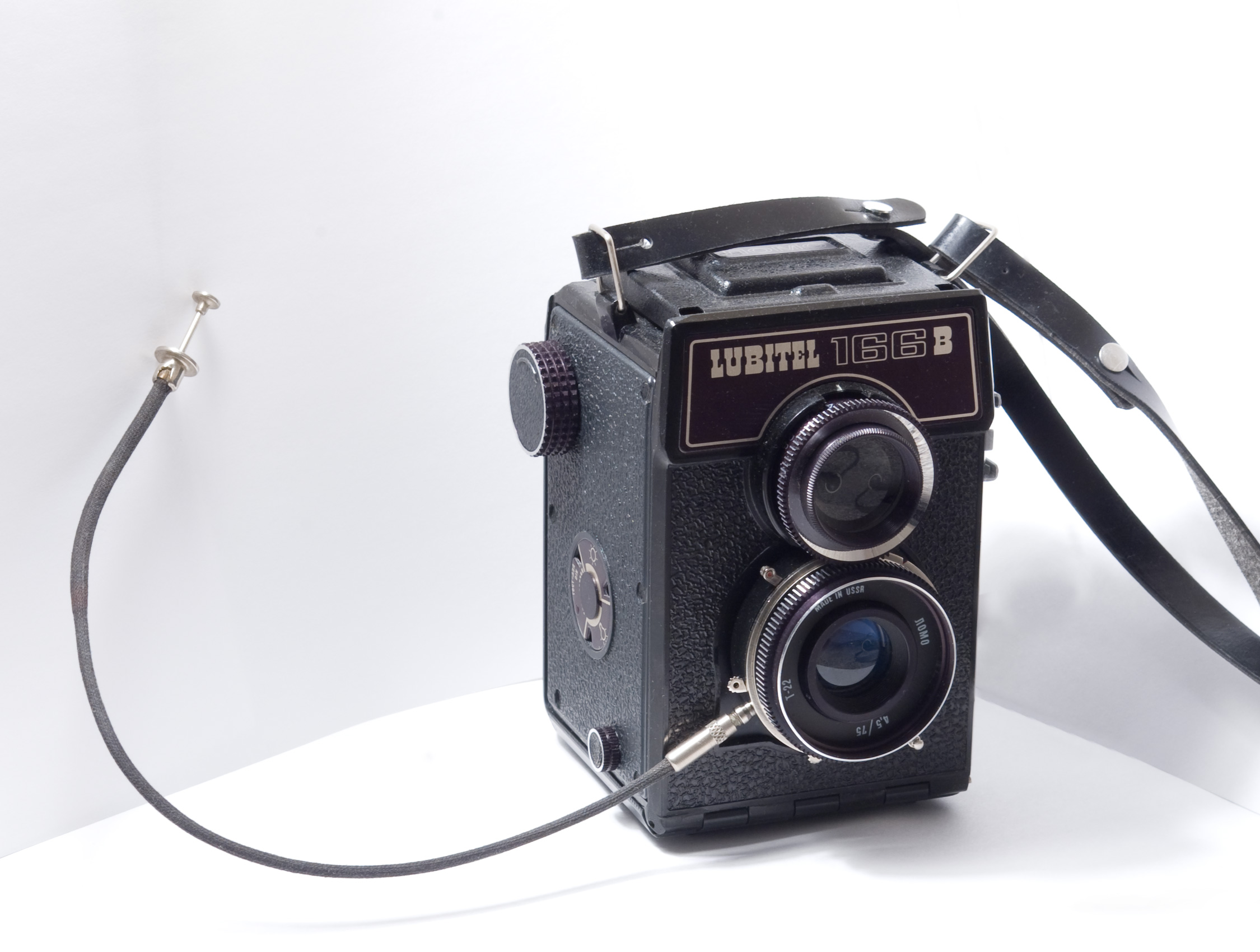
Kabelová spoušť s fotoaparátem Ljubitěl

Všechny tyto metody mají za cíl eliminovat (snížit), nebo kompenzovat pohyb fotoaparátu nebo vliv pohybu na něj.
- Metody pro snížení expozičního času. Musejí být uvedeny odděleně, protože na rozdíl od všech dalších metod mají vliv nejen na účinek pohybu kamery, ale také na zachycení pohybu snímaného objektu:
  - Použití fotografického materiálu (nebo režimu ISO) s vyšší citlivostí a/nebo většího clonového otvoru
  - Použití přídavného osvětlení včetně blesku. Pokud se fotografuje s bleskem při slabém osvětlení a závěrka není otevřená zároveň s clonou, ale ve chvíli, kdy dojde k rozsvícení pulzního světla, což je asi 1/1000 sekundy, tyto obrazy téměř netrpí pohybovou neostrostí - za tak krátký čas fotoaparát nestačí zachytit změnu polohy. Nehledě na to, blesk může zvýraznit některé velmi rychle se pohybující objekty.
    - Studiové osvětlení je výkonné osvětlení namontované na speciálním fotografickém stojanu, který může být libovolně přesunován bez ohledu na fotoaparát. Může být napájen z elektrické sítě nebo ze silného akumulátoru. Využívá se ve fotografickém ateliéru nebo exteriéru. Nejčastější formou pulsních záblesků je takzvaný monoblok - záblesková hlava. Systém monobloku představuje „vše v jednom“ (tj. lampa, elektrické kabely, chladicí a regulační systém). Tento způsob je levnější a také výhodný pro transport.
    - S cílem snížit neostrost vývojáři fotografických závěrek se snaží snižovat rychlost závěrky, stejně jako zavádět mechanismy vysokorychlostní synchronizace s bleskem.
    - Výtvarné použití účinku pohybu objektu se dosahuje výběrem režimu synchronizace blesku na první nebo druhou lamelu.

  - Obor chronofotografie se zabývá fotografickým záznamem rychlých pohybů, například pohybem zvířat a lidí, střelou v okamžiku nárazu do překážky, balónku v okamžiku prasknutí atp. Cílem je „zmrazit“ pohyb v jednotlivých jeho fázích, aby byl pozorovatelný pro lidské oko.

- Obecné techniky fotografování pro snížení třesu rukou a vlivu na fotoaparát, jako je snímání z pohodlné pozice, silné a pevné držení fotoaparátu nikoli však křečovité, použití „kontaktního hledáčku“ namísto LCD displeje, zapření aparátu o tvář, vyloučení rázného stisknutí a náhlého uvolnění tlačítka spouště (včetně použití samospouště), lokty držené pevně u těla, zadržení dechu v okamžiku expozice, atd.
- Použití dodatečných a lepších opor (doplňující ruce):
  - Různé improvizované podpory (kameny, lavičky, stromy, zábradlí, a podobně).
  - Fotografická puška s pažbou - fotoaparát s teleobjektivem a zpravidla také s ramenní opěrkou, takže tvarem připomíná pušku. Dá se s ní fotografovat na velké vzdálenosti. Některé typy stolních stativů lze použít i jako improvizovanou fotopušku.[10]
  - Stativ typu „husí krk“: ohebný stativ s flexibilníma nohama složený z ohebných kovových kloubů. Některé typy mají nosnost až 5 kg. Gumové konce nohou a povrch kloubů zvyšují tření a stabilitu, ohebné nohy přesně opisují nerovný terén nebo se dají přichytit na sloup a podobně.[10][11]
  - Monopod: teleskopická tyč s držákem fotoaparátu. Poskytuje fotografům větší mobilitu než stativ. Ve skutečnosti systém "monopod a dvě nohy fotografa" odpovídají třem nohám stativu.
  - Použití stativu bez fixace přístroje.

- Stabilizátor obrazu: zařízení fotoaparátu, který umožňuje kompenzovat malé pohyby kamery symetrickým pohybem soustavy čoček objektivu nebo čipu. Nejoptimističtější údaje hovoří o zisku v hodnotě přípustné expoziční doby až 256× (8 expozičních stupňů), dosažitelných ve spojení fotoaparátu Olympus OM-D EM1 III a objektivu M.Zuiko Digital ED 150-400 mm 1:4.5 TC1.25x IS PRO. Při fotografování například ze stativu je vhodné (ne vždy však nutné) stabilizaci vypnout, aby se zabránilo falešné detekci.
  - Elektronická (nebo digitální) stabilizace, obsažená ve video- a televizních kamerách je pro běžné digitální fotoaparáty, které čtou data z fotocitlivých buněk CCD, nepoužitelná.

- Fixace fotoaparátu prostřednictvím různých zařízení:
  - Stativ - trojnožka (tripod) - poskytuje nejlepší stabilitu fotoaparátu během celého rozsahu otevřené závěrky od několika sekund až po celé hodiny nebo dny.
  - Stolní stativ: navržený pro situace, kdy je obyčejný stativ příliš těžkopádný.
  - Svorkový stativ: na rozdíl od stolního stojanu nestojí na stole, ale je ke stolu připevněn. Poskytuje lepší fixaci fotoaparátu, vyhovuje pro střelbu provádění fotografických experimentů na stole. Svorka může kromě stolu být také přišroubována k židli, zábradlí, atd.
  - Steadicam, gyroskopický stabilizátor, gyroplatforma. Zařízení, které umožňuje nosit kameru s sebou při natáčení a zároveň ji izolovat od otřesů, které s sebou tzv. „natáčení z ruky“ nevyhnutelně přináší. Je tvořen postrojem, jenž si obsluha oblékne a pevně utáhne, a speciálním hydraulickým kloubem oddělenými krátkými kovovými rameny, z nichž jedno je připevněno k postroji a druhé k vertikálně orientované tyči, jejíž horní konec je vybaven stativovým upnutím pro kameru a spodní konec je vyvážen závažím. Nedostatek systému - vysoká spotřeba energie a náklady.

- Použití bezkontaktní spouště (zjednodušeně řečeno při pevně nebo částečně zafixovaném fotoaparátu) je určeno k vyloučení vlivu ruky při stisknutí spouště. Fotograf stiskne na dálkovém ovladači tlačítko volnou rukou nebo pomocí zubů.[12]
  - Kabelová spoušť — mechanické nebo elektrické zařízení, připojené k tlačítku spouště nebo speciálnímu konektoru na fotoaparátu. Ovládá se stiskem, který aktivuje spoušť fotoaparátu. V mechanickém provedení se jedná o pružnou kovovou trubičku až 40 cm dlouhou s pevnou tyčkou uvnitř. Na jedné straně bovdenu je tlačítko a na druhé je kónický závit pro našroubování do otvoru tlačítka spouště.
  - Dálková spoušť, obvykle infračervená.
- Předsklopení zrcátka (mirror lock-up) — funkce, která sklopí zrcátko zrcadlovky před pořízením snímku. Mezi oběma kroky je stanovena pevná prodleva, čímž se zabrání rozechvění fotoaparátu během expozice. Je doporučeno použít stativ a kabelovou spoušť. Sklápění zrcátka v normálním režimu během expozice dokáže fotoaparát s objektivem rozhýbat i na stabilním stativu a u expozic s delším časem dojde ke ztrátě detailu, nebo k rozostření celého snímku.[13][14]
- Pořízení více snímků (sekvenční snímání nebo bracketing) s výběrem nejostřejší fotografie. Například při souvislém fotografování jsou první snímky více rozmazané než ty další. Některé digitální fotoaparáty pořídí najednou více obrázků a umožní vybrat z nich nejlepší (Olympus Camedia E-100RS) nebo tuto volbu dělají automaticky (Nikon Coolpix P5000).

## Metody zvýšení pohybové neostrosti

Vliv délky expozičního času na výsledný obrázek padající vody (1/800 – 1 s)

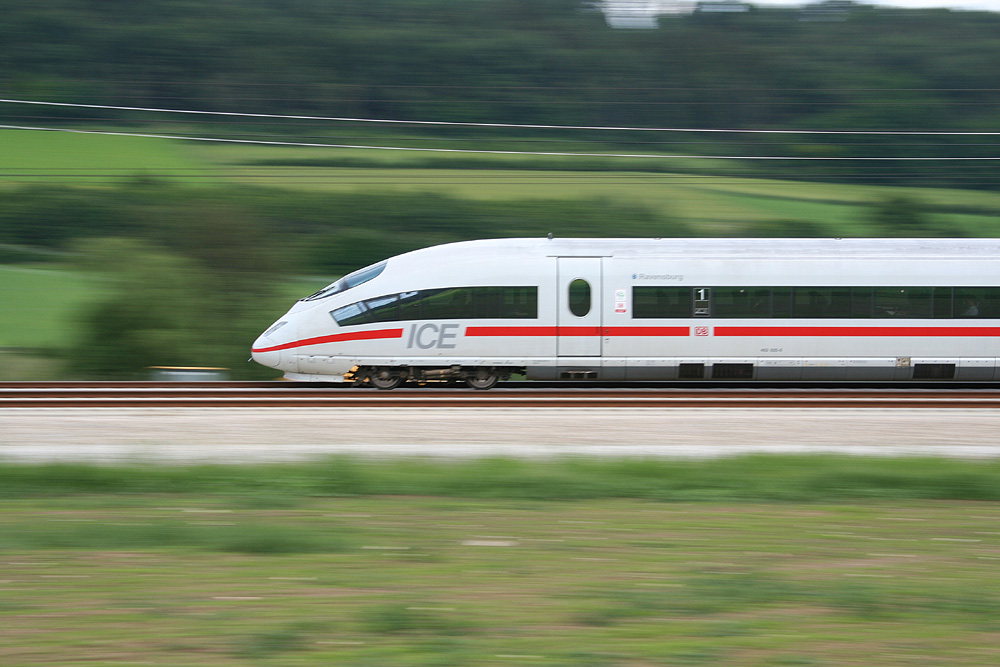
Vlak ICE 3 na trati Norimberk–Mnichov, fotografovaný technikou panningu časem 1/60s

Metody zvýšení pohybové neostrosti (prodloužení expozičního času):
- Šedý filtr se používá k redukování světla všech barev. Důvodem je rozšíření expozičního času a clony ve větším rozmezí za extrémních okolností.
- Menší clonový otvor, který reguluje množství světla procházejícího objektivem fotoaparátu. Čím je menší, tím je potřeba delšího času pro dostatečný osvit citlivé vrstvy.
- Snížení osvětlení scény vede k prodloužení potřebného expozičního času
- Zrychlení pohybu fotografovaného subjektu / fotoaparátu
- Změna ohniskové vzdálenosti („zoomování“) během expozice vytvoří zajímavý efekt s rozmazanými okraji snímku a ostrým středem. Zoomování lze pro zvýšení efektu doplnit rotací. Používají se časy okolo 1/20s.
- Nedodržení metod minimalizace pohybové neostrosti.

### Panning
Panning neboli „sledování objektu“ je označení pro horizontální nebo vertikální rotační pohyb filmové, digitální nebo videokamery. Výsledkem panningu je efekt rozmazání obrazu jako při otáčení hlavou při rezolutním „ne“. Ve fotografii se panning používá k zachycení rychlého pohybu, a optického odlišení předmětu od pozadí. Jde o to sledovat pohybující se objekt v hledáčku a tím snížit jeho relativní pohyb vůči fotografovi. Ve fotografii se používá pro zvýšení důrazu na pohybující se objekt a zároveň pro větší rozostření pozadí, což sníží jeho rušivý efekt.
Při panningovém fotografování pohybujícího se předmětu udržujeme fotografovaný předmět ve stejné pozici na snímku po celou dobu trvání expozice. Délka expozice musí být dostatečně dlouhá, aby bylo pozadí dostatečně rozostřené pohybem fotoaparátu. Přesná délka expozice bude záviset na rychlosti objektu, ohniskové vzdálenosti objektivu a vzdálenosti od předmětu a předmětu od pozadí. Dosáhnout neostrého pozadí ve formuli F1 při snímání auta jedoucího po přímce umožní již 1/250s, zatímco k dosažení stejného rozostření pro obraz běžícího člověka bude potřeba delší čas 1/60s.
Snadněji se snímají rychle se pohybující objekty, neboť stačí kratší expoziční čas. Při fotografování pomalu se pohybujících objektů je zapotřebí relativně delší čas, je těžší udržet pohyb s objektem a nastává riziko, že pohyb fotoaparátu nebude plynulý.
Doporučuje se používat pomůcky, jako jsou například stativ nebo monopod, které umožní pohybovat fotoaparátem v jedné rovině. Levnějším řešením stativu je použití provázku, který na jedné straně přivážeme za objektiv, druhý konec se zašlápne nohou a napne se.

## Kompozice a estetika
Neostrost v různých fotografických žánrech
Pohybová neostrost se řadí mezi kompoziční principy ve fotografii.

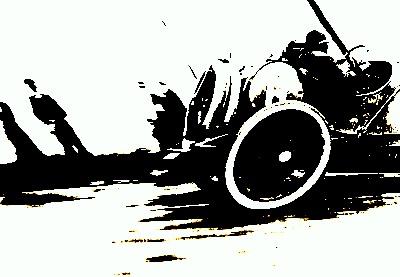
Reportážní fotografie: Jacques-Henri Lartigue: Automobil Delage na Grand Prix ACF, 1912; pohybové zkreslení bylo způsobenou štěrbinovou závěrkou
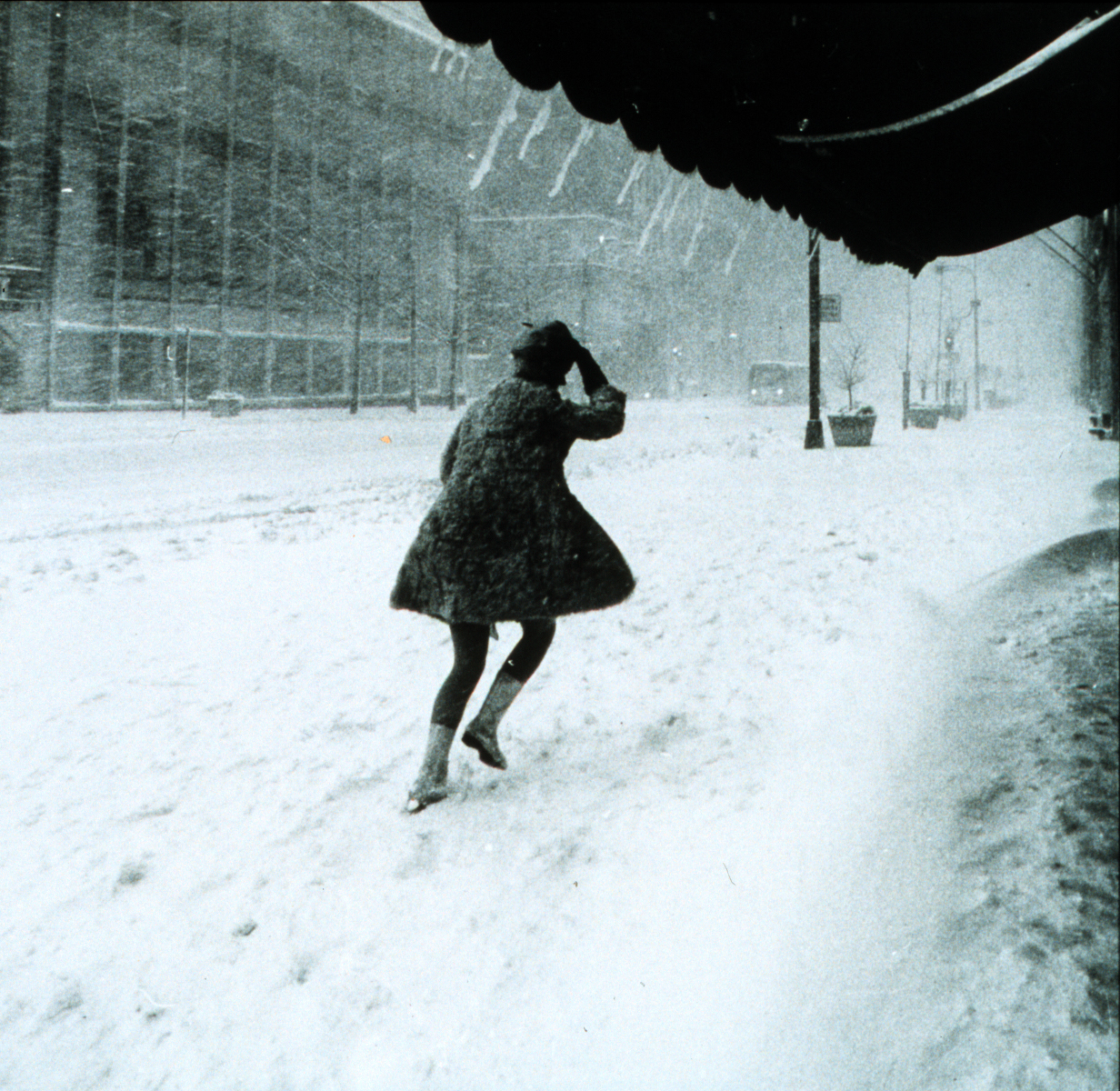
Zimní atmosféra s rozmazanými vločkami podtržená diagonální kompozicí snímku a zachycením okamžiku nakročení dívky
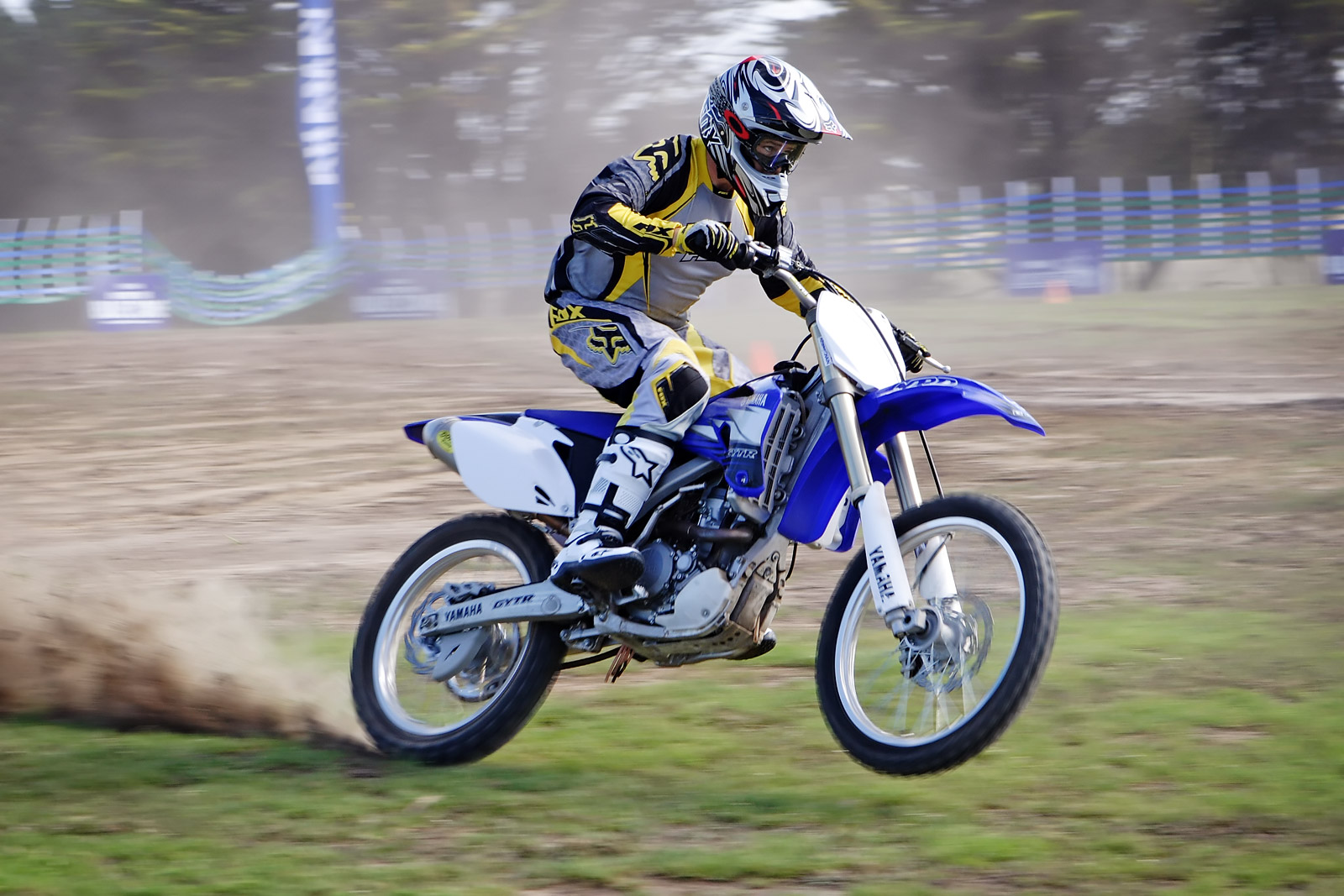
Ve sportovní fotografii zprostředkovává správně použitá neostrost dojem rychlosti. Velmi často se používá takzvaný panning.
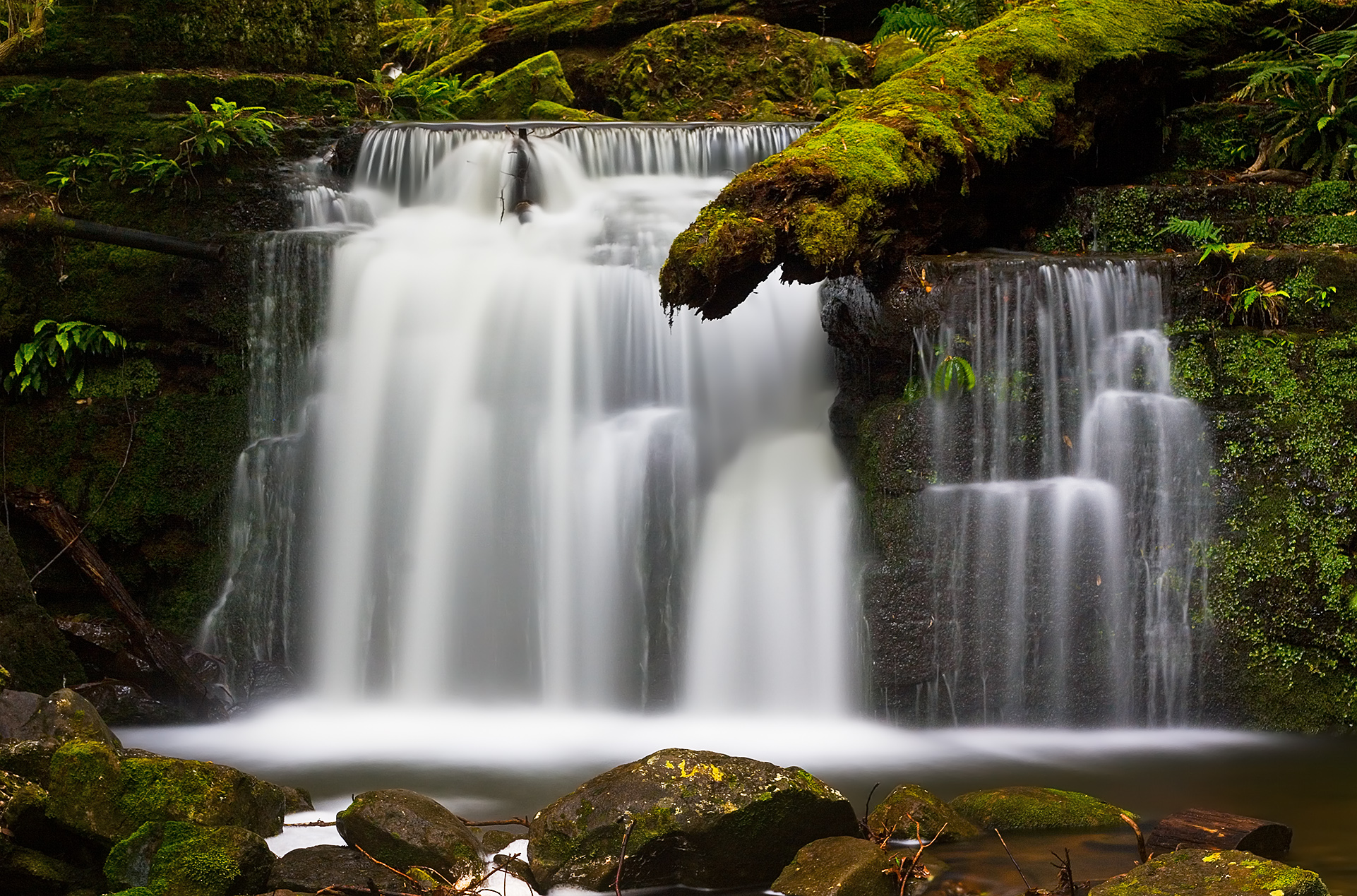
Fotografie krajiny: Vodopád (Tasmánie Austrálie) byl pořízen s použitím neutrálního filtru. ND filtr snižuje intenzitu všech vlnových délek světla, čímž se prodlužuje expoziční doba a zvyšuje hloubka ostrosti.
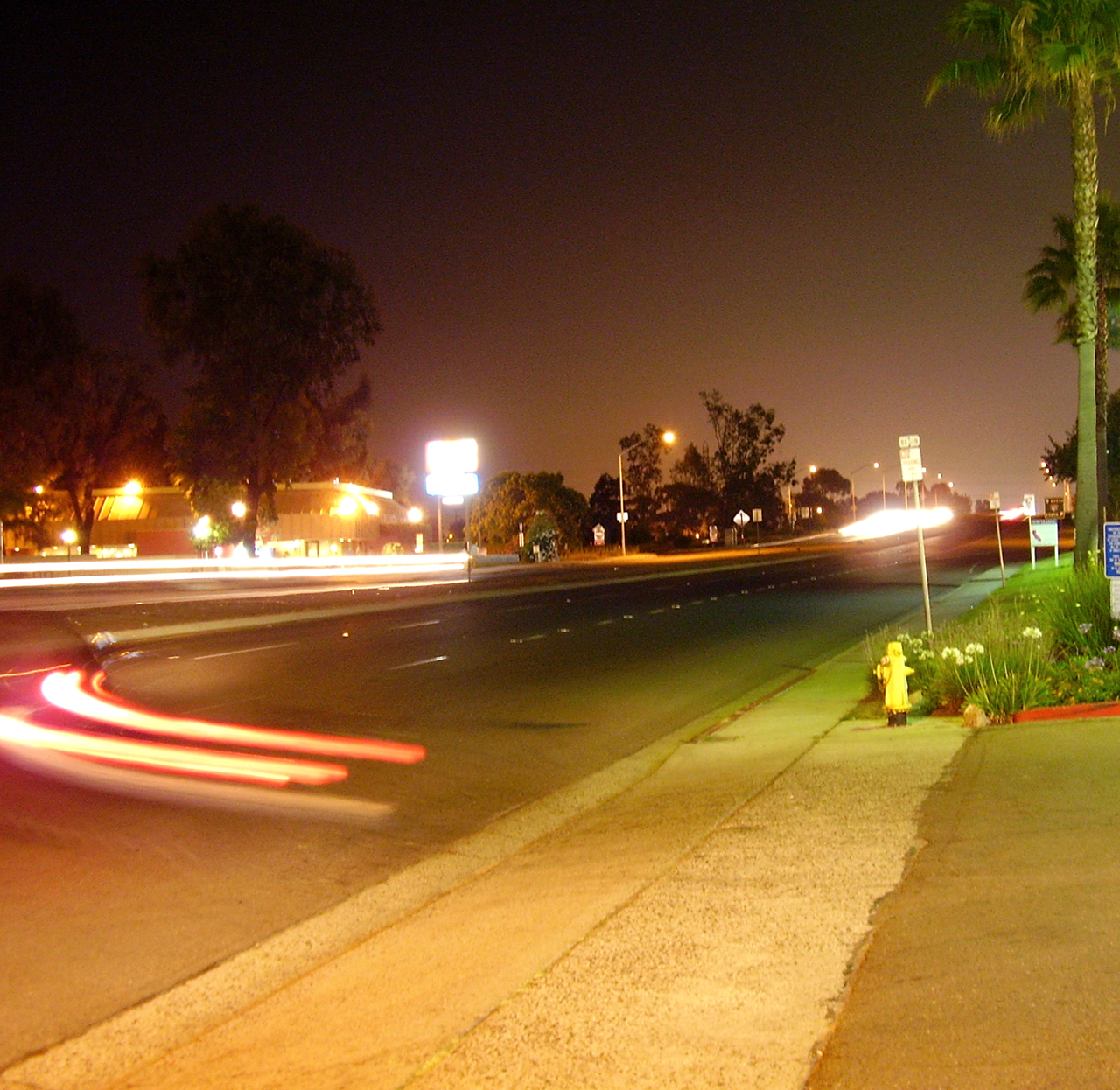
Noční fotografie: Během fotografování dopravy na noční ulici vznikly světelné pruhy díky dlouhému času závěrky a poměrně rychlému autu.
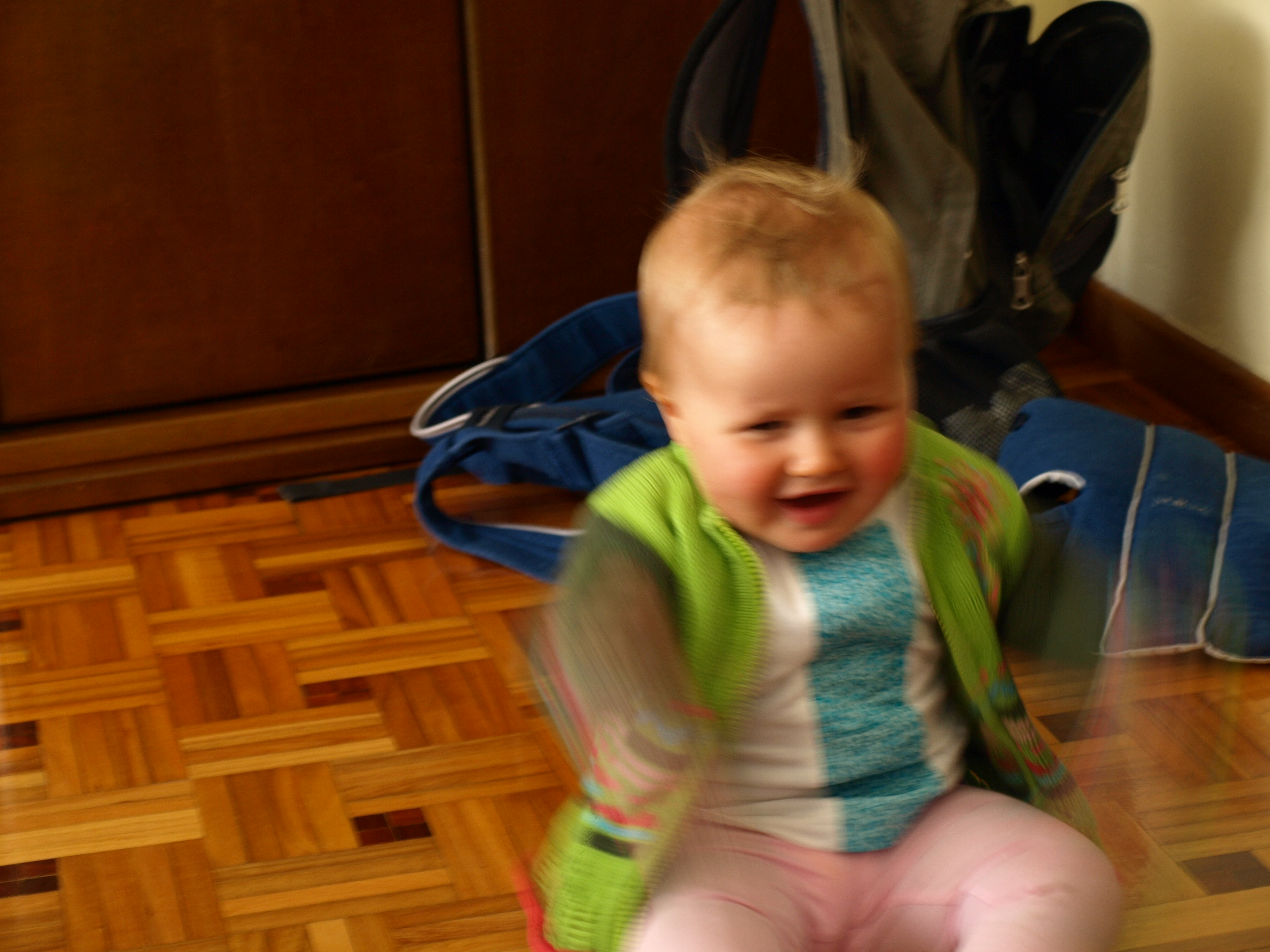
Portrétní fotografie: Dítě, které rychle mávalo rukama nahoru a dolů.
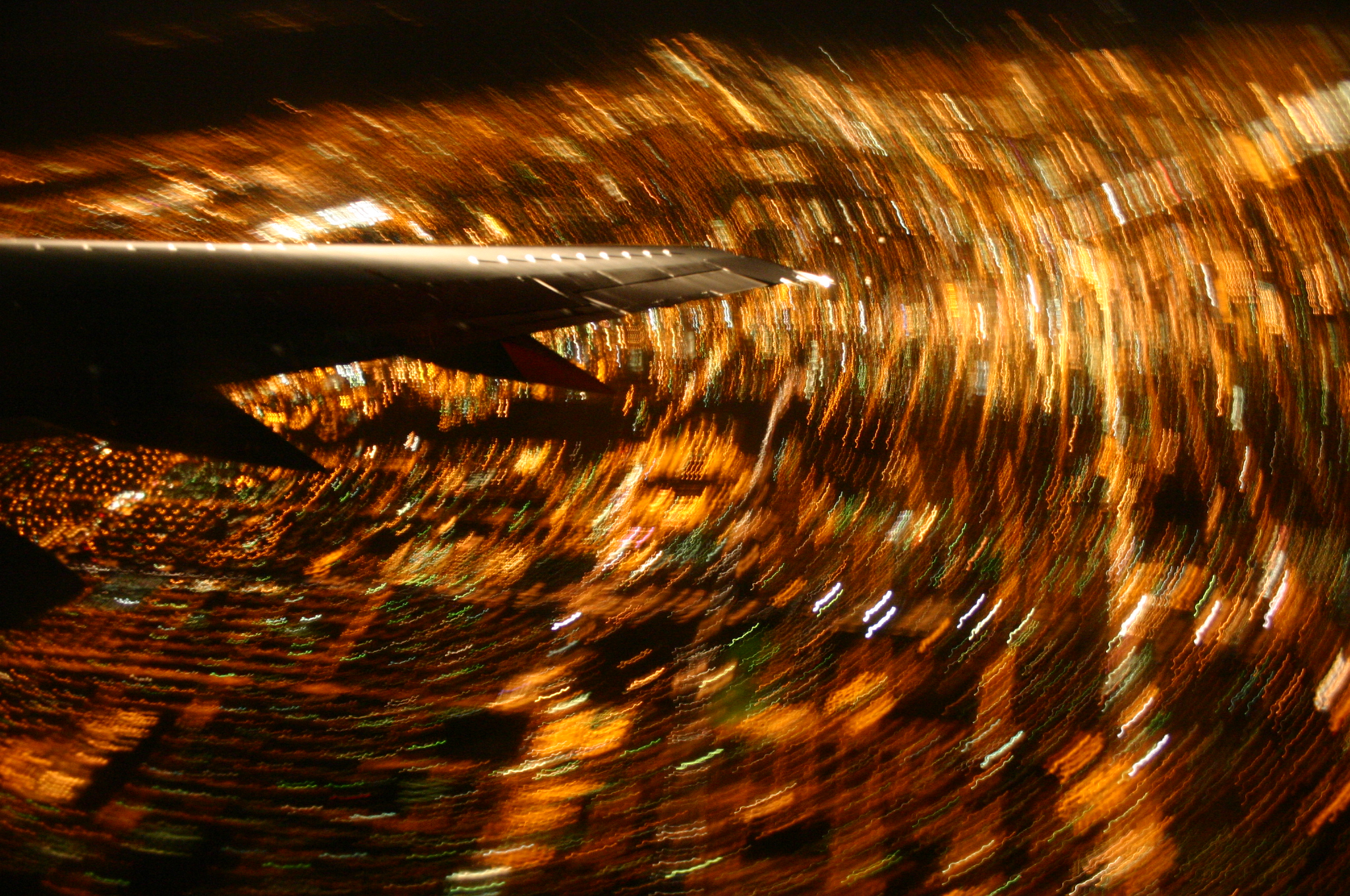
Letecká fotografie: Noční záběr byl pořízen z paluby letadla během otáčení nad letištěm v San Jose (Kalifornie). Osvětlení města tvoří soustředné kružnice.
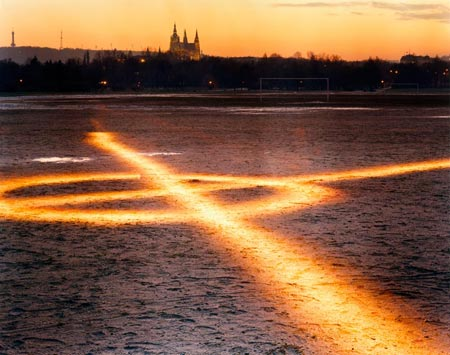
Luminografie: Jan Pohribný využívá barevných svítidel k doplnění svých snímků: Letná, 1997
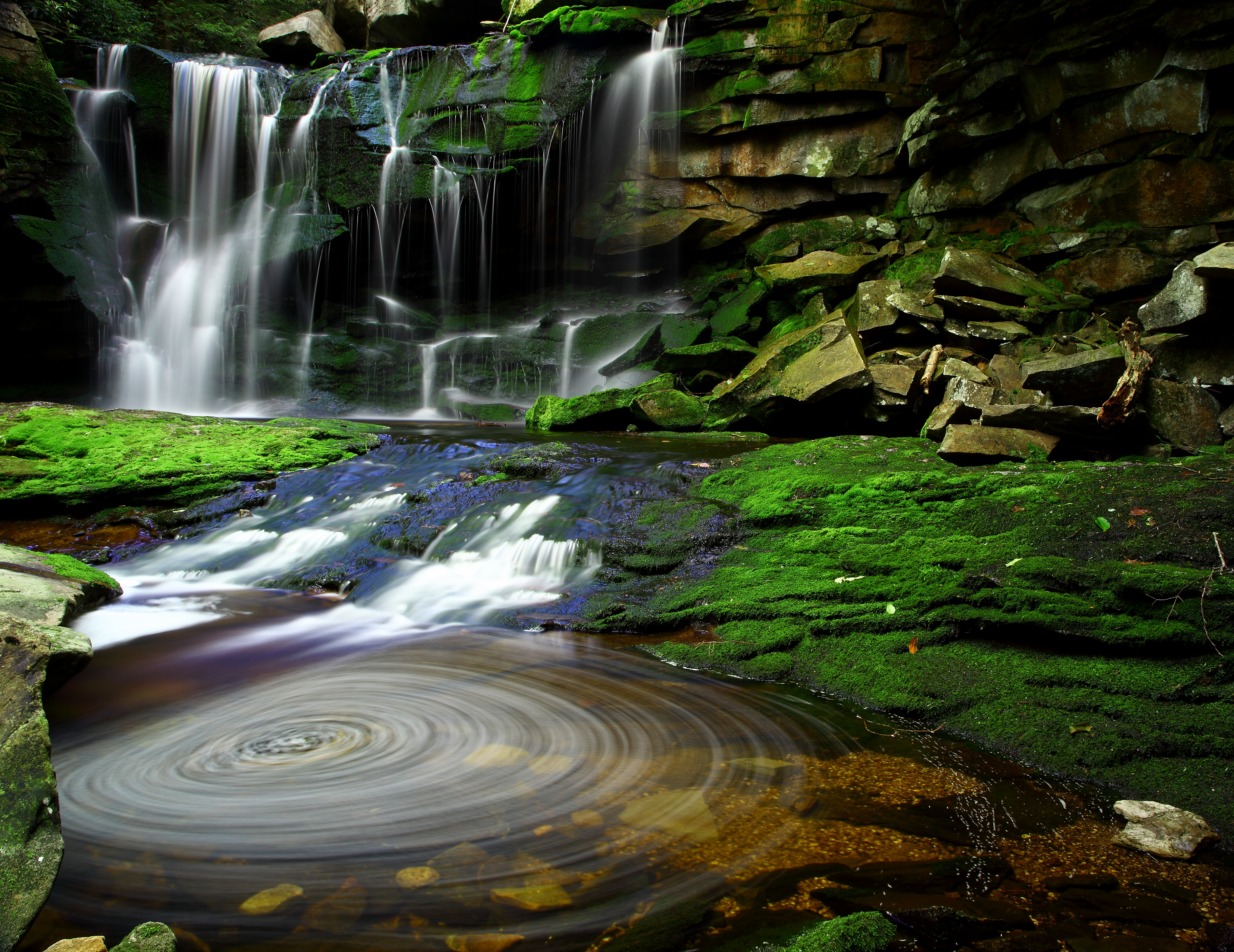
Forest Wander: Vodopád Elakala v parku Blackwater Falls v americké Západní Virginii; dlouhý expoziční čas vykouzlí na hladině potoka čarovné kruhy
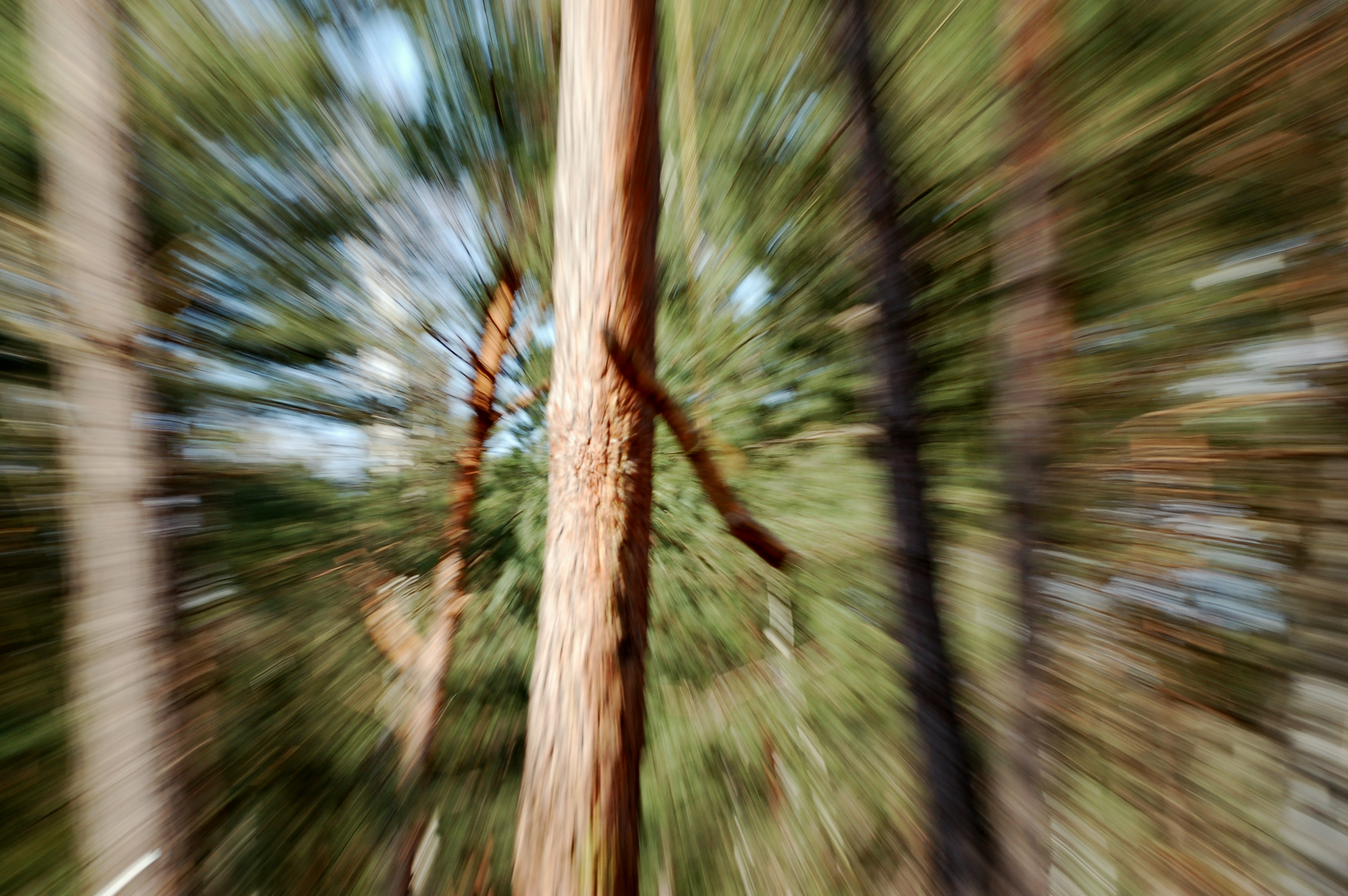
Změna ohniskové vzdálenosti („zoomování“) během expozice s časem 1/20s
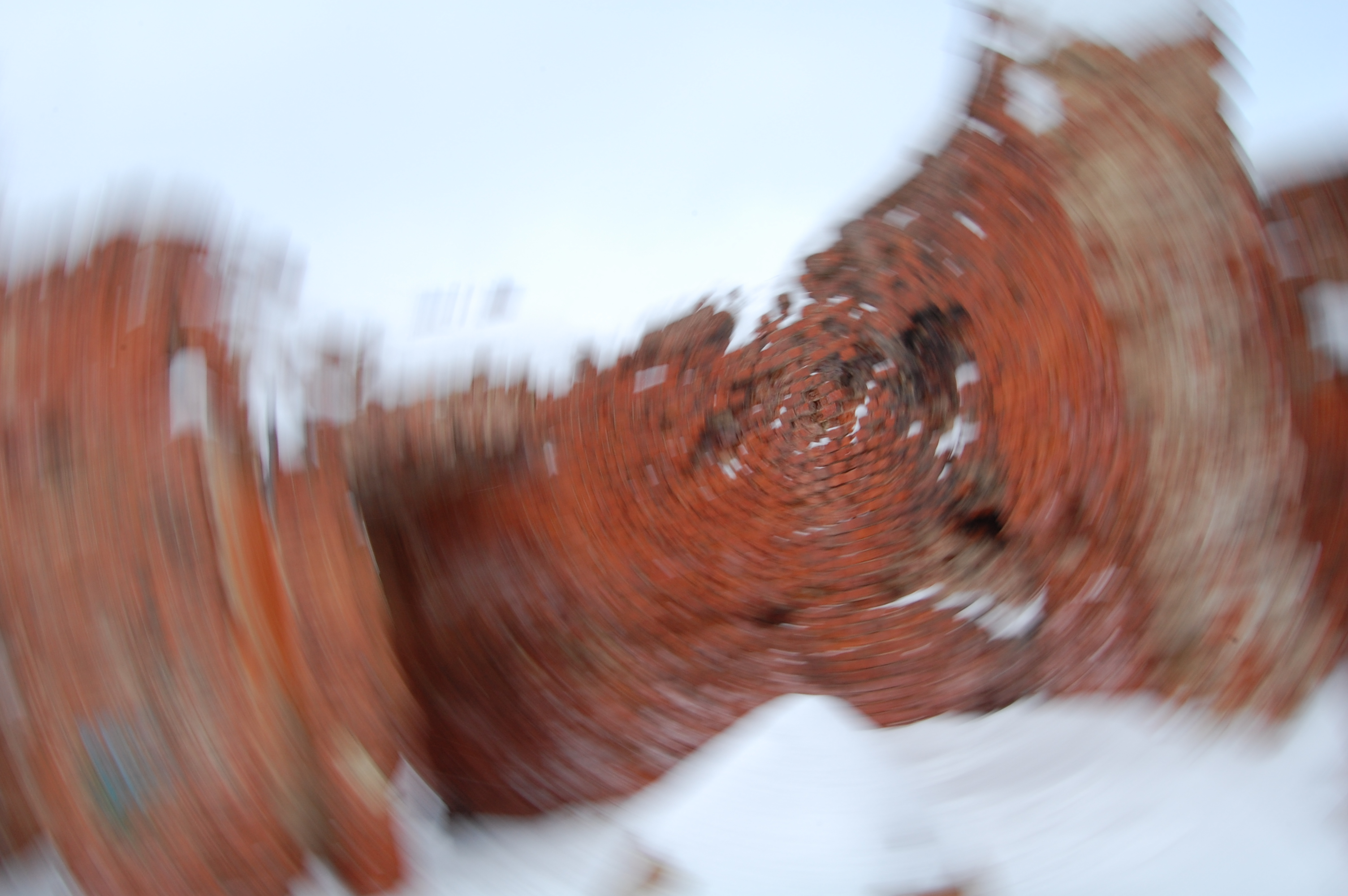
Zoomování z ruky zároveň s rotací aparátu s časem 1/25s

## Úprava ostrosti
Řada procesů, které se zabývají úpravou obrazu, pracuje s ostrostí - jako například unsharp mask.

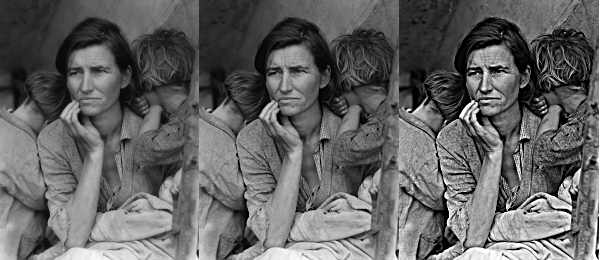
Originál, lehce doostřeno, silně doostřeno pomocí funkce unsharp mask.

Příklad rozmazané fotografie restaurované pomocí Wienerovy dekonvoluce:

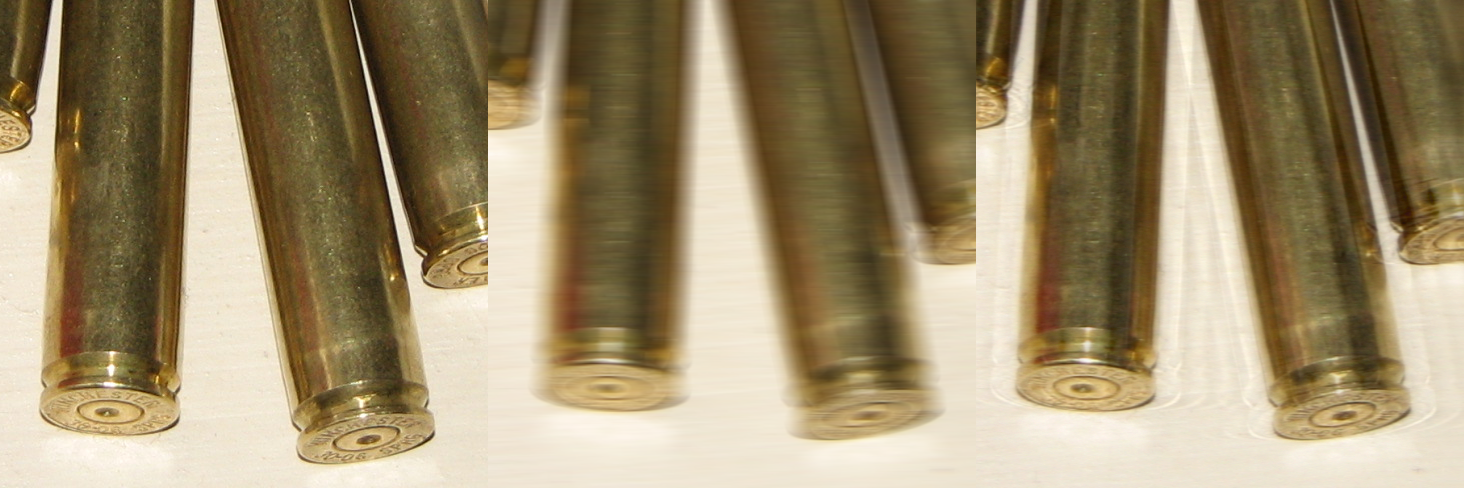
Zleva: povedený ostrý snímek, rozmazaný snímek a uměle zostřený snímek dekonvolucí. Všimněte si některých artefaktů v opraveném obrázku.

Další metoda na úpravu ostrosti je založená na Newtonově metodě tečen.
Postprodukce videa umožňuje zlepšit ostrost i u snímků videa.